# Cruz da Cantuária

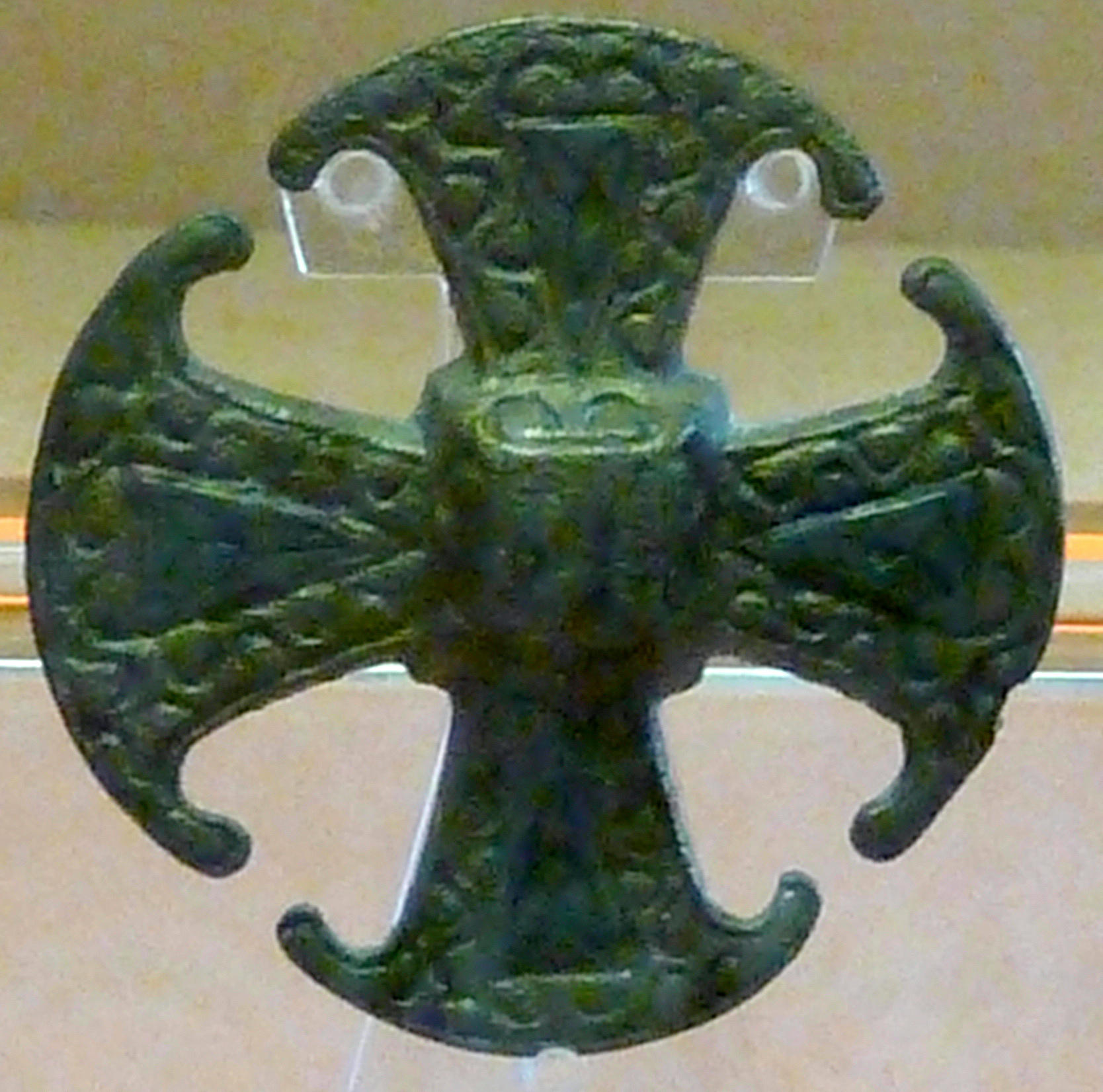
A cruz da Cantuária original

Um design de cruz da Cantuária

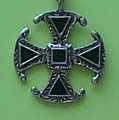
Um broche de cruz da Cantuária

A cruz da Cantuária ou de Canterbury é uma das cruzes que são usadas para simbolizar a fé cristã. É assim chamada porque foi projetada a partir de um broche saxão, datado de c. 850 que foi encontrado em 1867 na Cantuária, Inglaterra.

## Características
A cruz original, guardada na Beaney House of Art and Knowledge, é um broche cruciforme de bronze, com painéis triangulares de prata, incisados com uma triquetra e embutidos com nielo. Esta cruz apresenta um pequeno quadrado no centro, de onde saem quatro braços, mais largos do lado de fora, de modo que os braços parecem triângulos, simbolizando a Santíssima Trindade. As pontas dos braços são arcos de um único círculo, dando o efeito geral de uma roda.[carece de fontes?]
Como uma cruz de pedra é erguida na Catedral da Cantuária e as cruzes são vendidas na loja de souvenirs de lá, a cruz da Cantuária é familiar para quem fez peregrinação por lá. Às vezes, é usada como símbolo para representar a Comunhão Anglicana. Por exemplo, em 1932, uma cruz da Cantuária composta de pedaços de pedra da Cantuária foi enviada a cada uma das catedrais diocesanas anglicanas do mundo como um símbolo visível da comunhão com a Cantuária.